# Ramazan Civelek
Ramazan Civelek (Istanbul, 22 gennaio 1996) è un calciatore turco, difensore del Kayserispor.

## Carriera

### Club
Cresciuto nel settore giovanile del Fenerbahçe, ha esordito in prima squadra il 2 dicembre 2014 disputando l'incontro della Türkiye Kupası perso 1-2 contro il Kayserispor.

### Nazionale
Ha giocato nelle nazionali giovanili turche Under-15, Under-16, Under-17 ed Under-19.

## Statistiche

### Presenze e reti nei club
Statistiche aggiornate al 19 gennaio 2022.
| Stagione                | Squadra                 | Campionato              | Campionato | Campionato | Coppe nazionali | Coppe nazionali | Coppe nazionali | Coppe continentali | Coppe continentali | Coppe continentali | Altre coppe | Altre coppe | Altre coppe | Totale | Totale |
| Stagione                | Squadra                 | Comp                    | Pres       | Reti       | Comp            | Pres            | Reti            | Comp               | Pres               | Reti               | Comp        | Pres        | Reti        | Pres   | Reti   |
| ----------------------- | ----------------------- | ----------------------- | ---------- | ---------- | --------------- | --------------- | --------------- | ------------------ | ------------------ | ------------------ | ----------- | ----------- | ----------- | ------ | ------ |
| 2014-2015               | Fenerbahçe              | SL                      | 0          | 0          | CT              | 5               | 1               |                    | -                  | -                  |             | -           | -           | 5      | 1      |
| 2015-2016               | Fenerbahçe              | SL                      | 2          | 0          | CT              | 8               | 3               | UCL+UEL            | 0                  | 0                  |             | -           | -           | 10     | 3      |
| 2016-gen. 2017          | Fenerbahçe              | SL                      | 0          | 0          | CT              | 3               | 0               | UCL+UEL            | 0                  | 0                  |             | -           | -           | 3      | 0      |
| Totale Fenerbahçe       | Totale Fenerbahçe       | Totale Fenerbahçe       | 2          | 0          |                 | 16              | 4               |                    | 0                  | 0                  |             | -           | -           | 18     | 4      |
| gen.-mag. 2017          | Gaziantep               | 1L                      | 15         | 3          |                 | -               | -               |                    | -                  | -                  |             | -           | -           | 15     | 3      |
| 2017-2018               | Sakaryaspor             | 2L                      | 20         | 0          | CT              | 1               | 0               |                    | -                  | -                  |             | -           | -           | 21     | 0      |
| 2018-2019               | Fatih Karagümrük        | 2L                      | 30         | 3          | CT              | 4               | 1               |                    | -                  | -                  |             | -           | -           | 34     | 4      |
| 2019-2020               | Fatih Karagümrük        | 1L                      | 31         | 6          | CT              | 3               | 0               |                    | -                  | -                  |             | -           | -           | 34     | 6      |
| 2020-gen. 2021          | Fatih Karagümrük        | SL                      | 16         | 0          | CT              | 2               | 0               |                    | -                  | -                  |             | -           | -           | 18     | 0      |
| Totale Fatih Karagümrük | Totale Fatih Karagümrük | Totale Fatih Karagümrük | 77         | 9          |                 | 9               | 1               |                    | -                  | -                  |             | -           | -           | 86     | 10     |
| gen.-mag. 2021          | Kayserispor             | SL                      | 18         | 0          |                 | -               | -               |                    | -                  | -                  |             | -           | -           | 18     | 0      |
| 2021-2022               | Kayserispor             | SL                      | 12         | 0          | CT              | 3               | 0               |                    | -                  | -                  |             | -           | -           | 15     | 0      |
| Totale Kayserispor      | Totale Kayserispor      | Totale Kayserispor      | 30         | 0          |                 | 3               | 0               |                    | -                  | -                  |             | -           | -           | 33     | 0      |
| Totale carriera         | Totale carriera         | Totale carriera         | 144        | 12         |                 | 29              | 5               |                    | 0                  | 0                  |             | -           | -           | 173    | 17     |